# Podregion Raahe
Podregion Raahe (fiń. Raahen seutukunta) – podregion w Finlandii, w regionie Ostrobotnia Północna.
W skład podregionu wchodzą gminy:
- Pyhäjoki,
- Raahe,
- Siikajoki.

W skład podregionu wchodziły gminy:
- Vihanti (w 2013 włączona do gminy Raahe)[3].